# 티맥스티베로
티맥스티베로는 2003년 5월에 설립한 기업용 소프트웨어 및 데이터베이스 솔루션 전문기업으로대한민국 경기도 성남시에 본사가 있다. 2003년 설립 후 DBMS 전문기업으로 국내 최초 상용 RDBMS 티베로를 출시하였으며, 현재는 온프레미스(구축형), 클라우드 등 다양한 시스템 환경에 최적화한 데이터베이스 관리 소프트웨어를 제공하며 국내 공공 기관 및 엔터프라이즈 기업을 중심으로 데이터 통합 관리를 지원하는 DB 솔루션 대표기업으로 자리매김했다.

## 연혁
2003년 국내 최초, 세계 2개 업체만 보유한 TAC 기술(Tibero Active Cluster)을 적용한 상용 RDBMS 티베로를 출시하였으며, 2009년 국내 최초 OpenCIS 국제인증을 받았다. 2015년에는 가트너 매직 쿼드런트에 등재되었으며, 2021년 차세대 세계일류상품에 선정된 데 이어 2022년, 조달청 혁신제품(패스트트랙III)으로 선정, 2023년에는 과기부 장관상을 수상하였다. 
- 2003년, 티맥스데이터 설립
- 2003년, 국산 최초 상용 RDBMS ‘티베로(Tibero)’ 출시
- 2007년, 실시간 데이터 복제 솔루션 ‘프로싱크(ProSync)’ 출시
- 2008년, Tibero, 국내 최초 ‘TAC’ 기술 탑재 성공
- 2008년, 대한민국 SW 기술 대상 우수상 수상
- 2009년, 국내 최초 Open GIS 국제인증 획득
- 2013년, Tibero 5, 제 3회 TTA 시험 인증 대상 최우수상
- 2014년, 대한민국 SW 제품품질대상 '대상' 수상
- 2015년, '티베로 6(Tibero 6)' 출시
- 2015년, 우수기술연구센터(ATC) 기업 선정
- 2016년, 대한민국 기술대상 '산업통상자원부 장관상' 수상
- 2016년, '제타데이터(ZetaData)' 및 '프로싱크(ProSync)' 출시
- 2019년, 티베로, 현대기아차 IT 시스템의 메인 DBMS로 적용
- 2020년, 티베로, 온라인 개학을 지원하는 ‘e학습터’ DBMS로 적용
- 2020년, 티맥스데이터, 티맥스티베로•티맥스BI로 분할 설립
- 2021년, 티맥스티베로, 차세대 지방세 DBMS 사업 수주
- 2021년, Tibero, 차세대 세계 일류상품 선정[1]
- 2022년, 대한민국 조달청 혁신 제품(패스트트랙3) 선정[2]
- 2022년, 클라우드 최적화 DBMS ‘티베로 7(Tibero7)’ 출시[3]
- 2022년, '시스마스터DB 8(SysMasterDB 8)' 출시[4]
- 2022년, AWS 퀵스타트 TSC 서비스 등록[5]
- 2022년, '티맥스 오픈에스큐엘(Tmax OpenSQL)' 출시 (구. HyperSQL)[6]
- 2023년, 제 22회 대한민국 소프트웨어기업 경쟁력 대상 '시스템 소프트웨어 부문 최우수상' 수상[7]
- 2023년, 제 9회 글로벌 상용SW 명품대상 '과기부 장관상(대상)' 수상[8]
- 2024년, 상반기 우수기업연구소 '최우수 기업부설연구소' 선정[9]
- 2024년, 제 11회 대한민국 SW제품 품질대상 '최우수상' 수상[10]

## 제품
티맥스티베로의 제품군은 크게 상용 RDBMS, 통합 DB 어플라이언스, DB 동기화 솔루션(CDC), DBMS 성능관리 솔루션, 오픈소스 DBMS (for PostgreSQL) 제품들로 구성되어 있다.
- 상용 RDBMS: 티베로(Tibero)
- 통합 DB 어플라이언스: 제타데이터(ZetaData)
- DB 동기화 솔루션(CDC): 프로싱크(Prosync)
- DBMS 성능관리 솔루션: 시스마스터DB(SysMasterDB)
- 오픈소스 DBMS: 티맥스 오픈에스큐엘(Tmax OpenSQL)

티베로(Tibero)는 관계모델(Relational Model) 기반의 표준 DBMS로서 초기 설계부터 안정적이고 자원 효율적인 아키텍처를 채택하여 대규모 세션을 통한 대용량 데이터 처리 요청에 효과적으로 대응한다. 또한, 표준 및 호환성에 중점을 둔 유연하고 편리한 개발 및 운영 관리 환경을 제공하는 대표적인 관계형 데이터베이스 관리 시스템(RDBMS)이다. 티베로는 표준 SQL 및 다양한 데이터베이스 관리 기능을 지원하며, 오라클(Oracle)과의 높은 호환성을 갖춘 것이 특징이다. 특히, 오라클 DBMS 핵심 기능인 RAC, ASM, Active DataGuard, AWR 등을 TAC, TAS, TSC, TPR 등으로 동일하게 제공하고 있으며 Oracle DBMS의 Data Type, SQL 문법, Object 및 함수를 동일하게 제공하여 기존 오라클 사용 기업들이 손쉽게 전환할 수 있도록 설계되었다. 이러한 특징으로 인해 국내 공공기관 및 국가 주도 IT 사업에서 오라클 DBMS를 대체하여 도입되는 사례가 많다. 티베로는 기업 및 공공기관을 대상으로 온프레미스(On-Premise) 및 클라우드 환경에서 제공되며, 대규모 데이터 운영이 필요한 기업, 공공기관 고객을 중심으로 활용된다. 클라우드 환경에 최적화된 기능을 포함하고 있으며, 도입 고객을 위한 전문적인 기술 지원 및 유지보수 서비스가 제공된다. 현재 최신 버전은 티베로 7(Tibero 7)으로 Tibero 6 대비 성능 향상 및 호환성, 보안 기능 강화가 적용되었으며 클라우드 환경에서의 운영 효율성을 극대화할 수 있도록 설계되었다.
제타데이타(ZetaData)는 Tibero RDBMS 소프트웨어와 Lenovo 등의 글로벌 벤더의 전용 하드웨어 장비가 결합된 DB 어플라이언스 제품이다. Tibero TAC로 이중화 구성된 고성능 데이터베이스 서버와 지능형 스토리지 서버, 초고속 네트워크를 통해 대용량 데이터의 빠른 처리와 시스템 안정성을 제공하는 통합(Consolidated) 데이터 솔루션이다. 현재 오라클과 호환성 100%를 제공하는 ‘티베로 7(Tibero 7)’을 탑재하여 고가용성을 확보, 최적화된 하드웨어와 결합하여 이전 버전 대비 80% 향상된 처리 속도 성능을 가진 제타데이터 7(ZetaData 7) 시리즈까지 출시되었다. 
프로싱크(ProSync)는 데이터베이스에서 발생하는 트랜잭션의 Log를 다른 데이터베이스로 전송하여 실시간으로 Data를 동기화해주는 CDC(Change Data Capture) 솔루션이다. 단방향 이외에도 양방향 동기화도 지원하며 필요한 Data만 필터링하여 동기화 기능을 제공하는 등 동기화에 있어 편리한 다양한 기능들도 함께 제공한다. 
시스마스터DB(SysMasterDB)는 Tibero의 성능관리, 모니터링 및 분석 솔루션으로 실시간 운영 상황에 대한 최대 성능 정보를 제공하고, 다양한 성능 지표 및 관제 DB 상태의 실시간 모니터링으로 즉각적 장애 진단이 가능해 가용성 및 성능을 효율적이고 안정적으로 관리할 수 있다. 사용자별 커스터마이징 화면 구성으로 사용자 중심 환경을 구성한다. 현재 시스마스터DB 8(SysMasterDB 8) 시리즈까지 출시되었다.
티맥스 오픈에스큐엘(Tmax OpenSQL)은 티맥스티베로의 오픈소스 기반 DBMS 전문 플랫폼으로, 현재 PostgreSQL 지원을 우선으로 한 최고의 고객 맞춤형 DBMS 기술 플랫폼이다. Tmax OpenSQL은 기존 오픈소스의 기술 서비스 불안 요소를 해결하고, 티맥스티베로의 독보적 기술 경험과 Know-how로 On-Premise, Cloud 환경 제약 없는 DBMS 플랫폼을 제공한다.

## 재무정보
티맥스티베로의 재무는 다음과 같다.
| 연도     | 2022년  | 2023년  |  |
| 매출     | 670억원 | 746억원 |  |
| 영업이익 | 207억원 | 280억원 |  |
| 순이익   | 233억원 | 285억원 |  |